# Резня в Дистомо
Резня в Дистомо (греч. Σφαγή του Διστόμου; нем. Massaker von Distomo, Distomo-Massaker) — разрушение немецкими оккупационными войсками греческого села Дистомон в номе Беотия и массовое убийство его жителей в годы Второй мировой войны.

## События
10 июня 1944 года лейтенант 7-го танкового полка СС Фриц Лауфенбах получил приказ направиться со 2-й ротой из Левадии в Дистомон, с целью обнаружить партизан на западном склоне гор Геликон. Как приманку немцы использовали 2 мобилизованных греческих грузовика, в которых находились эсэсовцы, переодетые в греческих крестьян. Эти грузовики шли на большом расстоянии впереди колонны. Одновременно 10-я и 11-я роты вышли из города Амфиса.
Три роты встретились не обнаружив партизан, кроме восемнадцати детей которые прятались в овчарнях, шестеро из детей попытались убежать и были расстреляны на месте.
Немцы вошли в Дистомон и терроризируя жителей получили информацию, что партизаны находятся в Стири. 2-я рота направилась туда и перед Стири попала в засаду партизан (11-й роты 3-го батальона 34-го полка Народно-освободительной армии Греции (ЭЛАС).

## Резня в Дистомо
После тяжёлого ожесточённого боя немцы вернулись в Дистомо и в отместку за случившееся начали резню населения, не делая исключения ни для детей, ни для женщин, ни для престарелых. Резня остановилась только с наступлением ночи. Немцы сожгли все дома и вернулись в Левадию — на обратном пути они расстреливали всех, кто попадался им по дороге. Всего в Дистомо было убито 228 человек, из них 117 женщин и 111 мужчин, включая 53 ребёнка возрастом до 16 лет. Однако по свидетельству представителя Красного Креста швейцарца George Wehrly, посетившего Дистомо несколько дней спустя, число убитых в Дистомо и округе достигало 600 человек.
Один из руководителей резни Ганс Цампель после войны был арестован во Франции и выдан Греции. В ходе расследования был запрошен Германией (якобы для расследования в самой Германии) и остался там. По имеющейся информации жив и находится на свободе и по сегодняшний день.

## После войны
После германо-итало-болгарской оккупации Греции, Италия и Болгария выплатили Греции репарации, за убийства и ущерб нанесённый стране. Что касается Германии, послевоенная Парижская конференция (1945-46) предписала Германии выплатить репарации Греции размером (по сегодняшним курсам) около 50 миллиардов евро, а Лондонская конференция (1953) подтвердила это решение, но отложила выплату до объединения Германии.
Московские соглашения 1990 года по объединению Германии дали ей 2-х годовую отсрочку. Но Германия считает, что она уже выплатила свои репарации, ссылаясь на 115 млн немецких марок, выплаченных в 1960 году. На межгосударственном уровне вопрос остаётся открытым, и не дождавшись решения, родственники погибших в Дистомо подали иск против германского государства в 1995 году на 60 млн евро. В 1997 году суд города Левадия обязал германское государство выплатить эту сумму родственникам убитых. В 2000 году Германия оспорила это решение, аргументируя тем, что подобное решение должно быть принято немецким судом. Требование Германии было опротестовано Верховным судом Греции и родственники стали требовать конфискации немецкой недвижимости на территории Греции. Германия, через юридические проволочки и дипломатическое давление, срывает эту конфискацию.
В 2004 года юристы жителей Дистомо, видя создавшийся тупик, пользуются положением 44/2001 Европейского совета, согласно которому решение суда Левадии исполнимо на территории другого государства члена ЕС. В качестве прецедента была выбрана Италия и через 4 года судебной борьбы итальянский суд принял решение, что решение суда Левадии может быть исполнено на территории Италии. После этого Германия обратилась в Международный суд ООН в Гааге с вопросом — в какой мере Италия правомочна признать за жителями Дистомо право компенсации за счёт германского имущества в Италии? Своим обращением в Гаагу Германия пытается избежать прецедента для других исков, подобных иску жителей Дистомо. 12 января 2011 года греческое правительство приняло решение участвовать в слушании дела в международном суде в Гааге.

## В массовой культуре
- Документальный фильм «Песня для Аргириса» (нем. Ein Lied für Argyris) (2006) — реж. Штефан Хаупт